# Yaroslav Hodzyur
Bản mẫu:Eastern Slavic name
Yaroslav Mykhaylovych Hodzyur (tiếng Nga: Ярослав Михайлович Годзюр, sinh ngày 6 tháng 3 năm 1985) là một cầu thủ bóng đá thi đấu ở vị trí thủ môn cho Ural Yekaterinburg. Anh mang cả hai quốc tịch Ukraina và Nga.

## Thống kê sự nghiệp
Tính đến 13 tháng 5 năm 2018
| Câu lạc bộ                 | Mùa giải            | Giải vô địch                    | Giải vô địch | Giải vô địch | Cúp     | Cúp       | Châu lục | Châu lục  | Tổng cộng | Tổng cộng |
| Câu lạc bộ                 | Mùa giải            | Hạng đấu                        | Số trận      | Bàn thắng    | Số trận | Bàn thắng | Số trận  | Bàn thắng | Số trận   | Bàn thắng |
| -------------------------- | ------------------- | ------------------------------- | ------------ | ------------ | ------- | --------- | -------- | --------- | --------- | --------- |
| Chornohora Ivano-Frankivsk | 2001–02             | Ukrainian Second League         | 5            | 0            | 0       | 0         | –        | –         | 5         | 0         |
| Chornohora Ivano-Frankivsk | 2002–03             | Ukrainian Second League         | 2            | 0            | 0       | 0         | –        | –         | 2         | 0         |
| Chornohora Ivano-Frankivsk | 2003–04             | Ukrainian Second League         | 25           | 0            | 0       | 0         | –        | –         | 25        | 0         |
| Chornohora Ivano-Frankivsk | 2004–05             | Ukrainian Second League         | 14           | 0            | 1       | 0         | –        | –         | 15        | 0         |
| Chornohora Ivano-Frankivsk | Tổng cộng           | Tổng cộng                       | 46           | 0            | 1       | 0         | 0        | 0         | 27        | 0         |
| Hazovyk-Skala Stryi        | 2004–05             | Ukrainian First League          | 13           | 0            | –       | –         | –        | –         | 13        | 0         |
| Hazovyk-Skala Stryi        | 2005–06             | Ukrainian First League          | 31           | 0            | 3       | 0         | –        | –         | 34        | 0         |
| Hazovyk-Skala Stryi        | Tổng cộng           | Tổng cộng                       | 44           | 0            | 4       | 0         | 0        | 0         | 47        | 0         |
| Krylia Sovetov Samara      | 2006                | Giải bóng đá ngoại hạng Nga     | 0            | 0            | 0       | 0         | –        | –         | 0         | 0         |
| Krylia Sovetov Samara      | 2007                | Giải bóng đá ngoại hạng Nga     | 0            | 0            | 0       | 0         | –        | –         | 0         | 0         |
| Krylia Sovetov Samara      | Tổng cộng           | Tổng cộng                       | 0            | 0            | 0       | 0         | 0        | 0         | 0         | 0         |
| Dynamo Kyiv                | 2007–08             | Giải bóng đá ngoại hạng Ukraina | 0            | 0            | 0       | 0         | –        | –         | 0         | 0         |
| Dynamo-2 Kyiv              | 2007–08             | Ukrainian First League          | 4            | 0            | –       | –         | –        | –         | 4         | 0         |
| Terek Grozny               | 2008                | Giải bóng đá ngoại hạng Nga     | 2            | 0            | 1       | 0         | –        | –         | 3         | 0         |
| Terek Grozny               | 2009                | Giải bóng đá ngoại hạng Nga     | 0            | 0            | 0       | 0         | –        | –         | 0         | 0         |
| Terek Grozny               | 2010                | Giải bóng đá ngoại hạng Nga     | 9            | 0            | 0       | 0         | –        | –         | 9         | 0         |
| Terek Grozny               | 2011–12             | Giải bóng đá ngoại hạng Nga     | 9            | 0            | 1       | 0         | –        | –         | 10        | 0         |
| Terek Grozny               | 2012–13             | Giải bóng đá ngoại hạng Nga     | 21           | 0            | 1       | 0         | –        | –         | 22        | 0         |
| Terek Grozny               | 2013–14             | Giải bóng đá ngoại hạng Nga     | 19           | 0            | 3       | 0         | –        | –         | 22        | 0         |
| Terek Grozny               | 2014–15             | Giải bóng đá ngoại hạng Nga     | 28           | 0            | 0       | 0         | –        | –         | 28        | 0         |
| Terek Grozny               | 2015–16             | Giải bóng đá ngoại hạng Nga     | 9            | 0            | 1       | 0         | –        | –         | 10        | 0         |
| Terek Grozny               | 2016–17             | Giải bóng đá ngoại hạng Nga     | 1            | 0            | 0       | 0         | –        | –         | 1         | 0         |
| Terek Grozny               | Tổng cộng           | Tổng cộng                       | 98           | 0            | 7       | 0         | 0        | 0         | 105       | 0         |
| Ural Yekaterinburg         | 2016–17             | Giải bóng đá ngoại hạng Nga     | 30           | 0            | 0       | 0         | –        | –         | 30        | 0         |
| Tổng cộng sự nghiệp        | Tổng cộng sự nghiệp | Tổng cộng sự nghiệp             | 222          | 0            | 11      | 0         | 0        | 0         | 233       | 0         |